# Lijst van voetbalinterlands Moldavië - Nederland
Deze lijst van voetbalinterlands is een overzicht van alle officiële voetbalwedstrijden tussen de nationale teams van Moldavië en Nederland. De landen hebben tot op heden vier keer tegen elkaar gespeeld. De eerste ontmoeting, een kwalificatiewedstrijd voor het Europees kampioenschap voetbal 2004, werd gespeeld op 2 april 2003 in Tiraspol. Het laatste duel, een kwalificatiewedstrijd voor het Europees kampioenschap voetbal 2012, vond plaats op 7 oktober 2011 in Rotterdam.

## Wedstrijden
| № | № Int NED | Plaats    | Datum           | Competitie           | Wedstrijd            | Uitslag |
| - | --------- | --------- | --------------- | -------------------- | -------------------- | ------- |
| 1 | 599       | Tiraspol  | 2 april 2003    | EK 2004 kwalificatie | Moldavië − Nederland | 1 − 2   |
| 2 | 605       | Eindhoven | 11 oktober 2003 | EK 2004 kwalificatie | Nederland − Moldavië | 5 − 0   |
| 3 | 702       | Chisinau  | 8 oktober 2010  | EK 2012 kwalificatie | Moldavië − Nederland | 0 − 1   |
| 4 | 712       | Rotterdam | 7 oktober 2011  | EK 2012 kwalificatie | Nederland − Moldavië | 1 − 0   |

## Samenvatting
| Competitie      | Totaal gespeeld | Winst Moldavië | Gelijk | Winst Nederland | Doelsaldo Moldavië – Nederland |
| --------------- | --------------- | -------------- | ------ | --------------- | ------------------------------ |
| EK-kwalificatie | 4               | 0              | 0      | 4               | 1 − 9                          |
| Totaal          | 4               | 0              | 0      | 4               | 1 − 9                          |

Wedstrijden bepaald door strafschoppen worden, in lijn met de FIFA, als een gelijkspel gerekend.

## Details

### Eerste ontmoeting
| EK 2004 kwalificatie (Tiraspol, Moldavië, 2 april 2003): |              | |
| Moldavië | 1 – 2        | Nederland |
| Vadim Boret 16' | goals        | 37' Ruud van Nistelrooij 84' Mark van Bommel |
| Viktor Pasulko | bondscoach   | Dick Advocaat |
| Eugen Hmaruc Alexandru Covalenco Ghenadie Olexici Ion Testemiţanu Valeriu Catînsus Iurie Priganiuc Serghei Covalciuc 81' Stanislav Ivanov Vadim Boreţ Boris Cebotari 87' Serghei Cleșcenco 63' | opstellingen | Ronald Waterreus Michael Reiziger 64' Jaap Stam Frank de Boer Boudewijn Zenden 66' Clarence Seedorf Mark van Bommel Edgar Davids 75' Rafael van der Vaart Patrick Kluivert Ruud van Nistelrooy |
| Alexandru Golban 63' Victor Berco 81' Serghei Pogreban 87' | wissels      | 64' Fernando Ricksen 66' Ronald de Boer 75' Pierre van Hooijdonk |
| Alexandru Covalenco 42' | gele kaarten | 45+1' Frank de Boer |

### Tweede ontmoeting
| EK 2004 kwalificatie (Eindhoven, Nederland, 11 oktober 2003): |              | |
| Nederland | 5 – 0        | Moldavië |
| Patrick Kluivert 44' Wesley Sneijder 51' Pierre van Hooijdonk 74' (pen.) Rafael van der Vaart 80' Arjen Robben 89'                                                                                  | goals        | |
| Dick Advocaat | bondscoach   | Viktor Pasulko |
| Edwin van der Sar Michael Reiziger 32' Jaap Stam André Ooijer Giovanni van Bronckhorst Phillip Cocu Wesley Sneijder Rafael van der Vaart Andy van der Meijde Patrick Kluivert 70' Marc Overmars 64' | opstellingen | Eugen Hmaruc 62' Alexandru Covalenco Alexei Savinov Eduard Văluţă Valeriu Catînsus Iurie Priganiuc Serghei Covalciuc 81' Stanislav Ivanov Victor Barîşev Boris Cebotari 74' Sergiu Dadu |
| Roy Makaay 32' Arjen Robben 64' Pierre van Hooijdonk 70' | wissels      | 62' Ion Testemiţanu 74' Alexandru Golban 81' Iurie Miterev |
| Jaap Stam 24' | gele kaarten | 73' Iurie Priganiuc 78' Alexei Savinov |

### Derde ontmoeting
| EK 2012 kwalificatie (Chisinau, Moldavië, 8 oktober 2010): |              | |
| Moldavië | 0 – 1        | Nederland |
| | goals        | 37' Klaas-Jan Huntelaar |
| Gavril Balint | bondscoach   | Bert van Marwijk |
| Stanislav Namașco Alexandru Epureanu Simeon Bulgaru Vitalie Bordian Vadim Bolohan Victor Golovatenco Petru Racu Eugeniu Cebotaru 69' Alexandru Suvorov Viorel Frunză 46' Anatolie Doroş 78' | opstellingen | Maarten Stekelenburg Gregory van der Wiel John Heitinga Joris Mathijsen Erik Pieters Dirk Kuijt Mark van Bommel Wesley Sneijder Rafael van der Vaart 90' Ibrahim Afellay Klaas-Jan Huntelaar |
| Igor Bugaiov 46' Valeriu Andronic 69' Nicolae Josan 78' | wissels      | 90' Urby Emanuelson |
| | gele kaarten | |

### Vierde ontmoeting
| EK 2012 kwalificatie (Rotterdam, Nederland, 7 oktober 2011): |              | |
| Nederland | 1 – 0        | Moldavië |
| Klaas-Jan Huntelaar 40' | goals        | |
| Bert van Marwijk | bondscoach   | Gavril Balint |
| Michel Vorm Gregory van der Wiel Jeffrey Bruma Joris Mathijsen Erik Pieters Mark van Bommel Kevin Strootman Rafael van der Vaart 78' Robin van Persie Klaas-Jan Huntelaar Dirk Kuijt                                                            | opstellingen | Stanislav Namașco Igor Armaş Victor Golovatenco Alexandru Epureanu Petru Racu Stanislav Ivanov Eugeniu Cebotaru 84' Anatolii Cheptine 69' Serghei Alexeev Simeon Bulgaru 58' Alexandru Suvorov |
| Eljero Elia 78' | wissels      | 58' Denis Zmeu 69' Igor Bugaiov 84' Gheorghe Ovseannicov |
| Kevin Strootman 90+2' | gele kaarten | |
| - Dankzij de zeventiende zege op rij onder bondscoach Bert van Marwijk in een kwalificatiewedstrijd neemt Nederland op 2 december in Kiev als groepshoofd deel aan de loting voor het Europees kampioenschap voetbal 2012 in Polen en Oekraïne. |              | |

FMF · A-internationals · Bondscoaches · Moldavisch vrouwenelftal · Moldavië U21 · Moldavië U20 · Moldavië U19 · Moldavië U18 · Moldavië U17 · Moldavië U16
1990 – 1999 ·
2000 – 2009 ·
2010 – 2019 ·
2020 − 2029
1991 · 1992 · 1993 · 1994 · 1995 · 1996 · 1997 · 1998 · 1999 · 2000 · 2001 · 2002 · 2003 · 2004 · 2005 · 2006 · 2007 · 2008 · 2009 · 2010 · 2011 · 2012 · 2013 · 2014 · 2015 · 2016 · 2017 · 2018 · 2019 · 2020 · 2021 · 2022 · 2023 · 2024
Albanië ·
Andorra ·
Armenië ·
Azerbeidzjan ·
Bosnië en Herzegovina ·
Bulgarije ·
Canada ·
Cyprus ·
Denemarken · 
Duitsland ·
El Salvador · 
Engeland ·
Estland ·
Faeröer ·
Finland ·
Frankrijk ·
Georgië ·
Gibraltar ·
Griekenland ·
Hongarije ·
Ierland ·
IJsland ·
Indonesië ·
Israël ·
Italië ·
Ivoorkust ·
Jordanië ·
Kaaimaneilanden ·
Kameroen ·
Kazachstan ·
Kirgizië ·
Kosovo ·
Kroatië ·
Letland ·
Liechtenstein ·
Litouwen ·
Luxemburg ·
Malta ·
Montenegro ·
Nederland ·
Noord-Ierland ·
Noord-Macedonië ·
Noorwegen ·
Oeganda ·
Oekraïne ·
Oostenrijk ·
Polen ·
Portugal ·
Qatar ·
Roemenië ·
Rusland ·
San Marino ·
Saoedi-Arabië ·
Schotland ·
Servië ·
Slovenië ·
Slowakije ·
Tsjechië ·
Turkije ·
Venezuela ·
Verenigde Arabische Emiraten ·
Verenigde Staten ·
Wales ·
Wit-Rusland ·
Zuid-Korea ·
Zweden ·
Zwitserland
KNVB ·
A-internationals ·
Bondscoaches (m) ·
Topscorers ·
Nederlands vrouwenelftal ·
Bondscoaches (v) ·
Nederland B ·
Olympisch elftal ·
Jong Oranje ·
Nederland –20 ·
Nederland –19 ·
Nederland –18 ·
Nederland –17 ·
Nederland –16 ·
Nederland –15 ·
Nederlands amateurelftal ·
Nederlands zaterdagelftal ·
Jong OranjeLeeuwinnen ·
Vrouwen –20 ·
Vrouwen –19 ·
Vrouwen –18 ·
Vrouwen –17 ·
Vrouwen –16 ·
Vrouwen –15 ·
Militair mannenelftal ·
Militair vrouwenelftal ·
Strandteam ·
Vrouwen Strandteam ·
Futsalteam ·
Vrouwen Futsalteam

EK-wedstrijden ·
WK-wedstrijden ·
Resultaten kwalificaties en eindronden ·
Nederland B-wedstrijden ·
Officieuze wedstrijden ·
EK-wedstrijden vrouwen ·
WK-wedstrijden vrouwen ·
Resultaten vrouwen kwalificaties en eindronden
1905 – 1919 ·
1920 – 1929 ·
1930 – 1939 ·
1940 – 1949 ·
1950 – 1959 ·
1960 – 1969 ·
1970 – 1979 ·
1980 – 1989 ·
1990 – 1999 ·
2000 – 2009 ·
2010 – 2019 ·
2020 – 2029
2015 ·
2016 ·
2017 ·
2018 ·
2019 ·
2020 ·
2021 · 
2022
EK's: 1976 · 
1980 · 
1988 · 
1992 · 
1996 · 
2000 · 
2004 · 
2008 · 
2012 · 
2020 · 
2024
WK's: 1934 · 
1938 · 
1974 · 
1978 · 
1990 · 
1994 · 
1998 · 
2006 · 
2010 · 
2014 · 
2022
OS: 1908 ·
1912 ·
1920 ·
1924 ·
1928 ·
1948 ·
1952 ·
2008
Albanië ·
Andorra ·
Argentinië ·
Armenië ·
Australië ·
België ·
Bosnië en Herzegovina ·
Brazilië ·
Bulgarije ·
Canada ·
Chili ·
China ·
Colombia ·
Costa Rica ·
Curaçao ·
Cyprus ·
DDR ·
Denemarken ·
Duitsland ·
Ecuador ·
Egypte ·
Engeland ·
Estland ·
Faeröer ·
Finland ·
Frankrijk ·
GOS · 
Georgië ·
Ghana ·
Gibraltar ·
Griekenland ·
Hongarije ·
Ierland ·
IJsland ·
Indonesië ·
Iran ·
Israël ·
Italië ·
Ivoorkust ·
Japan ·
Joegoslavië ·
Kameroen ·
Kazachstan ·
Kroatië ·
Letland ·
Liechtenstein ·
Luxemburg ·
Malta ·
Marokko ·
Mexico ·
Moldavië ·
Montenegro ·
Nederlandse Antillen ·
Nigeria ·
Noord-Ierland ·
Noord-Macedonië ·
Noorwegen ·
Oekraïne ·
Oostenrijk ·
Paraguay ·
Peru ·
Polen ·
Portugal ·
Qatar ·
Roemenië ·
Rusland ·
Saarland ·
San Marino ·
Saoedi-Arabië ·
Schotland ·
Senegal ·
Servië en Montenegro ·
Slovenië ·
Slowakije ·
Sovjet-Unie ·
Spanje ·
Suriname ·
Thailand ·
Tsjechië ·
Tsjecho-Slowakije ·
Tunesië ·
Turkije ·
Uruguay ·
Verenigd Koninkrijk ·
Verenigde Staten ·
Wales ·
Wit-Rusland ·
Zuid-Afrika ·
Zuid-Korea ·
Zweden ·
Zwitserland
Argentinië (1978) ·
Argentinië (2006) ·
Argentinië (2014) ·
Argentinië (2022) ·
Australië (2014) ·
Brazilië (2014) ·
Chili (2014) · 
Costa Rica (2014) ·
Denemarken (2010) ·
Denemarken (2012) ·
Duitsland (2012) · 
Ecuador (2022) · 
Frankrijk (2008) ·
Italië (2008) ·
Ivoorkust (2006) ·
Japan (2010) ·
Kameroen (2010) ·
Mexico (2014) · 
Noord-Macedonië (2021) · 
Oekraïne (2021) · 
Oostenrijk (2021) · 
Portugal (2006) ·
Portugal (2012) ·
Portugal (2019) ·
Qatar (2022) ·
Roemenië (2008) ·
Rusland (2008) ·
San Marino (2011) ·
Senegal (2022) ·
Servië en Montenegro (2006) ·
Sovjet-Unie (1988) ·
Spanje (2010) ·
Spanje (2014) ·
Tsjechië (2021) · 
Uruguay (2010) ·
Verenigde Staten (2022) · 
West-Duitsland (1974)